# Irina Konstantinovna Archipova
Irina Konstantinovna Archipova (in russo Ирина Константиновна Архипова?; Mosca, 2 gennaio 1925 – Mosca, 11 febbraio 2010) è stata un mezzosoprano e contralto russo.

## Biografia
Dedicatasi inizialmente agli studi di architettura, si appassionò presto al canto, intraprendendo gli studi con il maestro Malisheva fino al 1953, vincendo in quello stesso anno un concorso internazionale di canto a Varsavia. Sempre nel '53 s'iscrisse al Conservatorio di Mosca dove studiò con Savransky, esordendo l'anno successivo a Sverdlovsk, dove cantò ininterrottamente fino al '56 in un repertorio basato sul Boris Godunov, Don Carlos, Werther e Kovancina.
Nel 1956 esordì al Teatro Bol'šoj con la Carmen, suo ruolo di riferimento. Il teatro divenne la sua "casa artistica", dove cantò i suoi ruoli più importanti (La dama di picche, Guerra e pace, La fidanzata dello zar, Mazepa) e i già citati Boris Godunov, Don Carlos e Kovancina.
Dal 1960 si esibì al di fuori della Russia, trionfando con Carmen a Napoli, Guerra e pace alla Scala (1964), dove in quello stesso anno ritornò per cantare in Boris Godunov e Kovancina.
Il suo debutto negli Stati Uniti avvenne con un recital ad Ann Arbor (Michigan) accompagnata al pianoforte da John Wustman.
Nel 1972 conquistò il festival di Orange con la sua interpretazione di Azucena e la San Francisco Opera con Amneris.
Al Metropolitan Opera di New York apparirà diverse volte in tournée col Bol'šoj, cantando con la compagnia statunitense solo nel 1997, all'età di 72 anni, in Eugenio Onegin.
Nel 1975 esordì alla Royal Opera House di Londra come Azucena, ritornandovi nel 1988 nei panni di Ulrica nel Ballo in maschera. È apparsa anche a Berlino, Parigi, Amburgo, Lione, Marsiglia, Belgrado e al festival di Savonlinna.
Ha progressivamente sfoltito gli impegni teatrali per dedicarsi alla direzione di opere.
Nel 1993 è stato istituito un concorso di canto in suo onore.
È stata sposata con il tenore Vladislav P'javko.
È deceduta a Mosca l'11 febbraio 2010, all'età di 85 anni, a causa di un arresto cardiaco.

## Vocalità e personalità interpretativa
Dotata di una voce ricca e piena, molto estesa, sonora e sorretta da un'ottima preparazione tecnica, si è imposta come interprete vibrante e intensa e stilisticamente versatile, una qualità – quest'ultima – possibile grazie all'eccezionale varietà timbrica della sua voce.

## Discografia
Ha inciso diverse opere complete (Boris Godunov, Don Carlos, La pulzella d'Orléans, Il convitato di pietra) e canzoni di Sergej Rachmaninov e Modest Musorgskij.

## Repertorio
- Giuseppe Verdi
  - Aida (Amneris)
  - Don Carlos (Eboli)
  - Il trovatore (Azucena)
  - Un ballo in maschera (Ulrica)
- Pëtr Il'ič Čajkovskij
  - Eugenio Onieghin (Filipp'evna)
  - La pulzella d'Orléans (Giovanna d'Arco)
  - La dama di picche (Contessa)
  - Mazepa (Liubov)
  - L’incatratrice  (Principessa)
- Sergej Sergeevič Prokof'ev
  - Guerra e pace (Sonja)
- Modest Petrovič Musorgskij
  - Kovancina (Marfa)
  - Boris Godunov (Marina)
- Aleksandr Dargomyžskij
  - Il convitato di pietra (Laura)
- Nikolaj Rimskij-Korsakov
  - La fidanzata dello zar (Lijubasha)
- Georges Bizet
  - Carmen (Carmen)
- Jules Massenet
  - Werther (Charlotte)